# Ragbi
Rágbi je igra za 2 ekipi s po 15 igralci, včasih so ekipe po 8 ali 7 igralcev, kar je zelo redko. Običajno se igra na travi, lahko pa tudi na drugih površinah, na primer na pesku, če to ni prenevarno. Namen igre je doseganje zadetkov s polaganjem žoge v polje zadetka in z brcanjem žoge skozi vratnice nasprotnikovega gola nad prečko.

## Igrišče
Slika nam kaže, kako je igrišče označeno in njegove dimenzije. Črte naj bodo enake po širini (ne širše kot 10 cm). Črte naj ne bodo vrezane v travo.

## Gol
Gol stoji na sredi črte zadetka. Narejen je iz 2 navpičnih stranic, ki sta 5,6 m narazen, povezani sta s prečko 3 m nad tlemi. Za namene presojanja strelov na gol se šteje, da pokončni stranici segata neskončno navzgor, zato je delo sodnikov lažje pri visokih vratnicah.

## Žoga
Igra se z ovalno žogo. Imeti mora naštete dimenzije:
- teža (400–440 g)
- dolžina (280–300 mm)
- obseg po dolžini (760–790 mm)
- obseg po širini (580–620 mm)

## Igralci
Moštvo sestavljajo:
- Igralci skrama:
- Igralci prve linije (št. 1, 2, 3)
- Igralca druge linije – skakalca (št. 4, 5)
- Igralci tretje linije (št. 6, 7, 8)
- Vmesna igralca: (št. 9, 10)

Igralci linije:
a) Krilna igralca (št. 11, 14)
b) Centri (št. 12, 13)
c) Branilec (št. 15)
Kakor pri drugih športih, je tudi pri ragbiju porazdeljeno delo igralcev. Vsak ima določeno nalogo, ki jo mora vestno opravljati Če igralec naloge ne opravlja popolnoma, se to opazi že s tribun, kajti ragbi je izredno natančna igra, ki jo opredeljujejo tudi natančna pravila.

## Dresi
Igralci ene ekipe nosijo majice in hlače enakih barv. Majice so po navadi oštevilčene in vsaka številka, ki jo nosi. Oprema vseh igralcev mora biti urejena. Urejeno moštvo ni nujno tudi dobro, dobro moštvo pa je vedno neoporečno na izgled. Značilno je, da so dresi za ragbi bistveno močnejši od navadnih majic – to vidimo po tem, da so bistveno debelejši in bolje sešiti med seboj. Hlačke segajo do konca stegenskih mišic in so dokaj kratke, in sicer zaradi lažjega tekanja ter hkrati brcanja. Ragbi igralci imajo seveda tudi daljše nogavice in sicer do kolen (v stroki jih imenujemo »štucne«). Pod nogavicami ni nikakršnih ščitnikov, ker tako določajo pravila.

## Obutev
Igralec mora redno skrbeti za svoje športne čevlje. Čepi morajo odgovarjati standardu, pritrjeni morajo biti čvrsto. Nikoli ne smejo biti daljši od 1,8 cm. Prav tako je prepovedan samo en čep spredaj.

## Dolžina tekme
Tekma traja dva polčasa po 40 minut, ki ju loči premor, ne daljši od 5 minut. Ob polčasu moštvi zamenjata strani. Sodnik ne more odpiskati polčasa ali konca tekme, dokler žoga ne postane »mrtva«. Če je bil dosežen zadetek, ali če je bil dosojen kazenski prosti strel, mora sodnik dovoliti, da se igra nadaljuje, dokler žoga ne postane »mrtva«.

## Tamponiranje
Igralec se lahko izogne ali pa prepreči rušenje s tamponiranjem nasprotnika. To pomeni, da ga med tekom s stegnjeno roko odrine od sebe. Nikakor ne sme z roko kakorkoli zamahniti proti nasprotniku. Tamponira lahko samo z odprto pestjo. Tako imenovani tampon mora nakazati preden to resnično naredi zaradi varnostnih razlogov. Kakršenkoli udarec s pomočjo tampona velja za pretepanje in se temu primerno kaznuje.

## Vrste udarcev z nogo
Volej
O voleju govorimo, kadar igralec žogo izpusti iz rok in jo brcne, preden pade na tla. Udarec je koristen za strele v out in za pridobivanje terena, vendar z njim ni mogoče doseči gola.
Strel po tleh
Strel pri katerem se žoga odbije po tleh, je koristen pri streljanju med nasprotne igralce, kadar so ti zelo blizu in kot strel v out.
Udarec iz odskoka
O njem govorimo kadar igralec spusti žogo iz rok na tla in jo udari v trenutku, ko se ta od tal odbije. Uporablja se za:
	- Ponoven začetek igre po doseženem zadetku
- Nadaljevanje igre s strelom s črte 22 metrov, po rešitvi ali, ko je žoga šla iz igrišča v polje zadetka
- Strel na gol po doseženem zadetku
- Strel na gol

## Mrtva žoga
Žoga je mrtva, kadar se z njo ne more igrati. To se zgodi v naslednjih primerih:
- Kadar gre izven igrišča
- Kadar sodnik zažvižga prekršek
- Kadar je izveden strel za potrditev zadetka